# Scotogramma gatei
Scotogramma gatei är en fjärilsart som beskrevs av Smith 1910. Scotogramma gatei ingår i släktet Scotogramma och familjen nattflyn. Inga underarter finns listade.